# Montezumina obtusangulata
Montezumina obtusangulata is een rechtvleugelig insect uit de familie sabelsprinkhanen (Tettigoniidae). De wetenschappelijke naam van deze soort is voor het eerst geldig gepubliceerd in 1984 door Nickle.